# Ewan Pearson

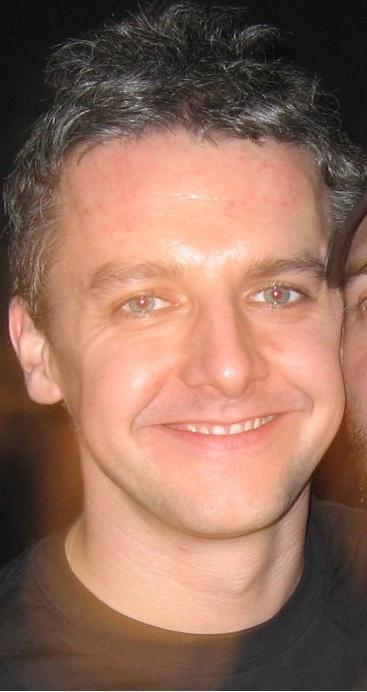
Ewan Pearson

Ewan Pearson (* 1. April 1972 in Kidderminster, Vereinigtes Königreich) ist ein britischer DJ und Musiker im Bereich der elektronischen Tanzmusik. Er ist auch unter den Pseudonymen Maas, Sulky Pup, Villa America, World of Apples und Dirtbox bekannt.

## Werdegang
Pearson veröffentlicht seit 1995 Platten unter verschiedenen Pseudonymen. Pearson hat zahlreiche Remixe für Künstler wie Seelenluft, Ladytron, Depeche Mode, The Rapture, Goldfrapp, und The Chemical Brothers angefertigt.
1999 erschien sein Buch Discographies: dance music, culture and the politics of sound, das gemeinsam mit Jeremy Gilbert entstand. Er tritt als Sprecher bei Festivals und Musikkonferenzen auf und schreibt eine Kolumne für das Musikmagazin Groove.
Als DJ tritt Pearson regelmäßig in Clubs wie We Love Space, der Panoramabar, dem Robert Johnson und The Loft auf. Es erschienen mehrere DJ-Mix-Alben.

## Diskographie
Alben
- 1997: Latitude (als Maas) (Soma Quality Recordings)
- 2001: Small Change (Soma Quality Recordings)

Compilations
- 2007: Piece Work (!K7)

Mix Alben
- 2005: Sc.Fi. Hi.Fi Volume 1 (Soma Quality Recordings)
- 2007: Fabric 35 (Fabric Records)

Remixes
- 2000: Stargazer – Deeper
- 2001: Count Zero – Blue Boogaloo
- 2001: Deem-C – Floating
- 2001: Russ Gabriel – We Will Be Turning
- 2001: Jaymz Nylon – I Know a Place
- 2001: Only Child – Getting It On
- 2002: Black Strobe – Me and Madonna
- 2002: Chris Cowie – Deep Within
- 2002: Fifth Level – Jump Up
- 2002: Freeform Five – Perspex Sex
- 2002: Slam feat. Dot Allison – Visions
- 2003: The Chemical Brothers – The Golden Path
- 2003: The Flaws – Freek
- 2003: Futureshock – Pride's Paranoia
- 2003: Goldfrapp – Strict Machine
- 2003: Goldfrapp – Train
- 2003: Ladytron – Evil
- 2003: Midnight Star – Midas Touch
- 2003: Mint Royale – Blue Song
- 2003: Erlend Øye – Sudden Rush
- 2003: Playgroup – Make It Happen
- 2003: Seelenluft – Manila
- 2003: Swag – Where I Belong
- 2004: Closer Musik – One, Two, Three – No Gravity
- 2004: Depeche Mode – Enjoy the Silence
- 2004: Mocky – Catch a Moment in Time
- 2004: The Rapture – I Need Your Love
- 2005: Alter Ego – Beat the Bush
- 2005: Feist – Inside & Out
- 2005: Moby – Raining Again
- 2005: Röyksopp – 49 Percent
- 2005: Silicone Soul – The Poisoner's Diary
- 2005: Silver City – Shiver
- 2006: Franz Ferdinand – Outsiders
- 2006: Goldfrapp – Ride a White Horse
- 2006: Pet Shop Boys – Psychological
- 2007: Cortney Tidwell – Stars